# Geneseo (falu, New York)
Geneseo település az Amerikai Egyesült Államok New York államában, Livingston megyében, melynek megyeszékhelye is. Lakosainak száma 7574 fő (2020. április 1.).

## Népesség
A település népességének változása:
| Lakosok száma | 7579 | 8031 | 7574 |
|               | 2000 | 2010 | 2020 |